# Sint-Annakerk (Heidelberg)
De Sint-Annakerk (Duits: St. Annakirche) is een katholieke kerk in de binnenstad van Heidelberg in de deelstaat Baden-Württemberg. De kerk werd in de jaren 1714 tot 1717 als hospitaalkerk gebouwd en aan de heilige Anna gewijd. Ten oosten van het kerkgebouw sluit het gebouw van het voormalige hospitaal aan.

## Geschiedenis

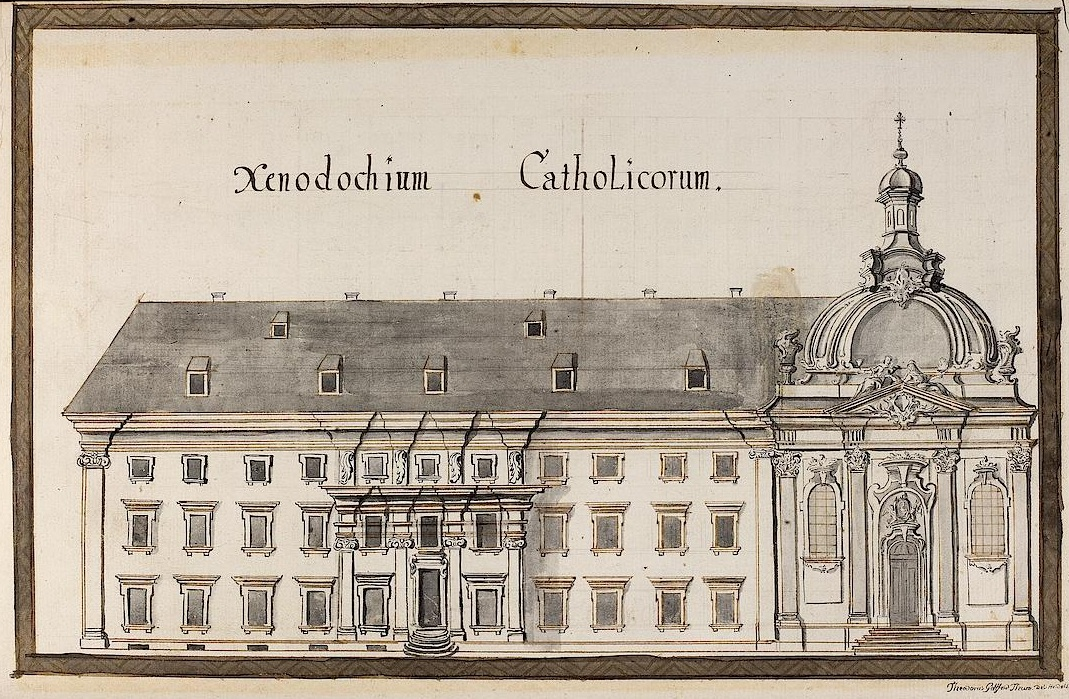
Het katholieke hospitaal en de Sint-Annakerk in de 18e eeuw

De kerk en het hospitaal werden op de plaats van een tijdens de Paltse Successieoorlog verwoest lazaret bij het nabijgelegen Sint-Annakerkhof gebouwd. Van de kerkhofkapel werd later het patrocinium vande heilige Anna overgenomen.
De eerste steen voor het hospitaal en de kerk werd op 24 juni 1714 door Franz Wilhelm Caspar von Hillesheim gelegd. De tekeningen voor het kerkgebouw zijn afkomstig van de architecten Theodor Sartori en Johann Adam Breunig. Johann Jakob Rischer voltooide in 1717 het gebouw. 
Oorspronkelijk zou het hospitaal uit twee vleugels bestaan, die aan beide kanten van de kerk zouden verrijzen. Echter uit geldgebrek werd de westelijke vleugel nooit gebouwd. 
Tot in het midden van de 18e eeuw werd het hospitaal door lutheranen, calvinisten en katholieken gebruikt. Maar nadat de beide protestantse denominaties eigen ziekenhuizen lieten bouwen werd het Sint-Annahospitaal aan de katholieken overgelaten. Later diende het als stedelijk gasthuis. Sinds de jaren 1982-1984 werd het hospitaal gerenoveerd en tegenwoordig is er een protestants verpleeghuis in gevestigd. 
De kerk behoort tot de katholieke parochie van de Heilige Geest en wordt door de Poolse en de Roemeens-orthodoxe gemeente en voor missen volgens de tridentijnse ritus gebruikt.

## Beschrijving

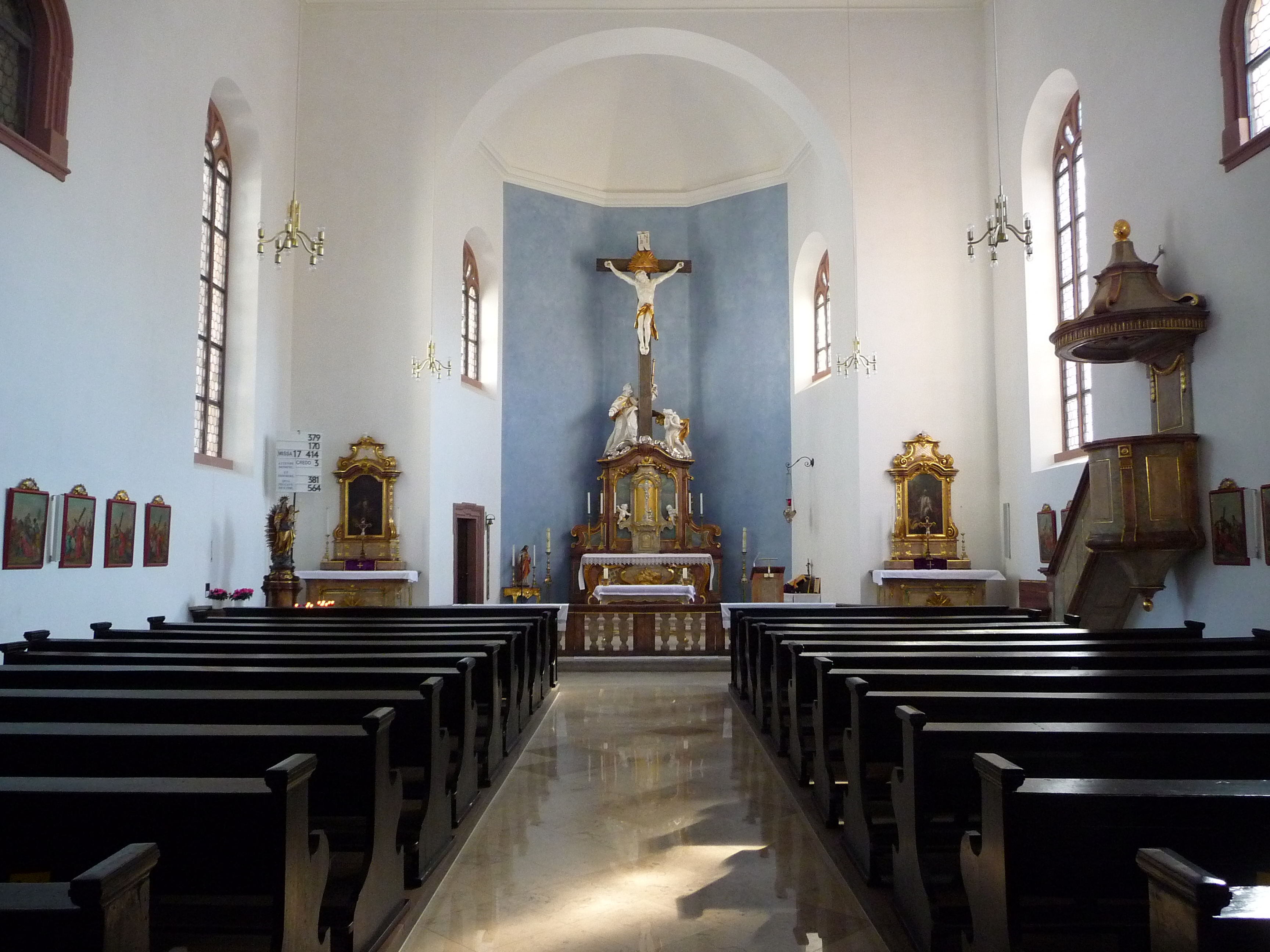
Interieur

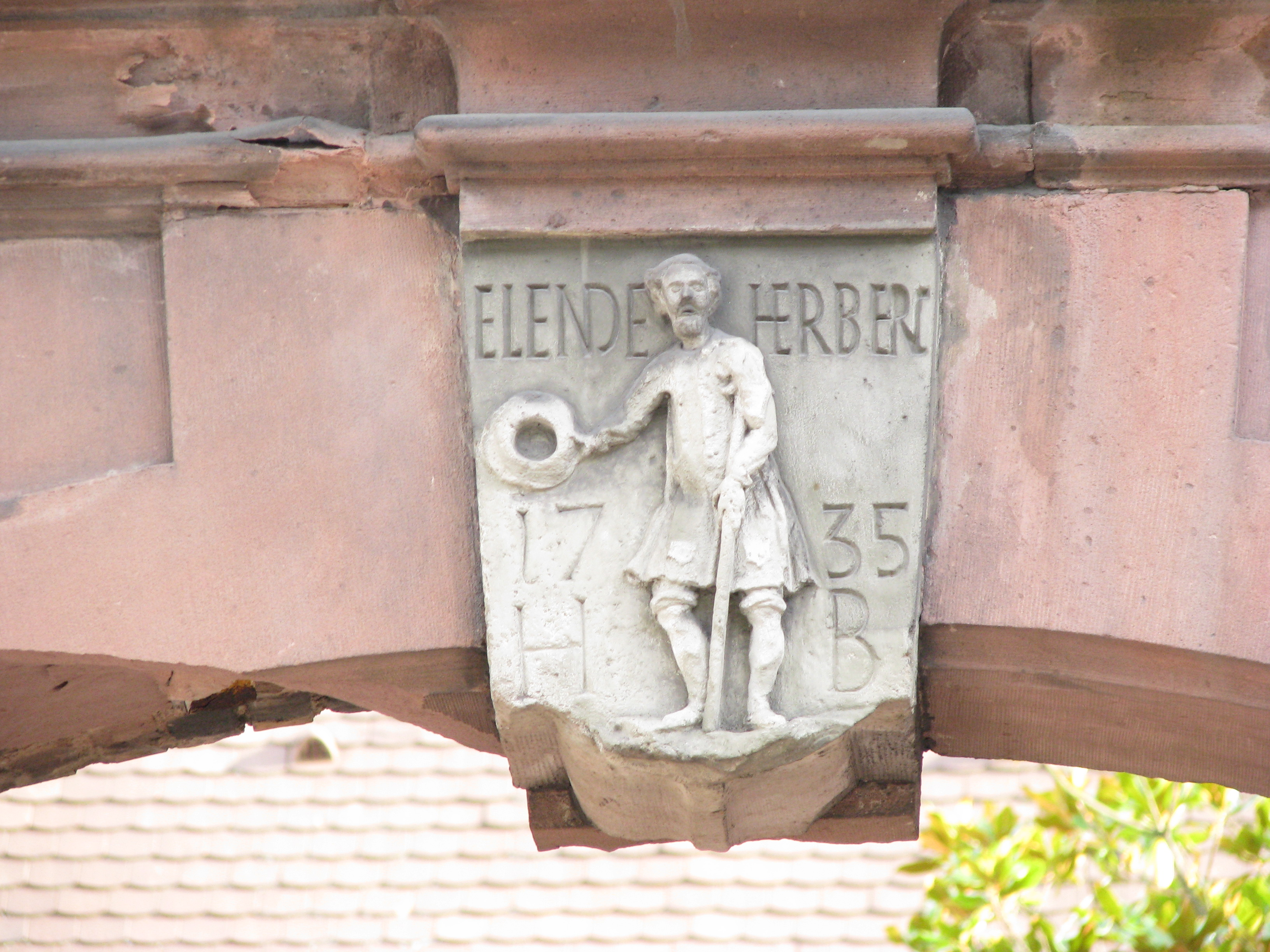
Sluitsteen van de hofpoort

#### Architectuur
De kerk is een eenschepig gebouw met een zuidelijke oriëntatie. De barokke gevel wordt door vier pilasters met korinthische kapitelen versierd en bekroond door een gebogen fronton met dakruiter. Dit gebogen fronton moest het effect van een koepel bewerkstelligen, maar de uitwerking werd door de later ingebouwde ramen en het uurwerk tenietgedaan. De westelijke kant aan de Nadlerstraße kent verder geen bijzonderheden, omdat hier oorspronkelijk de tweede vleugel van het hospitaal werd beoogd.

#### Interieur
Het interieur van de kerk is eenvoudig. Naast de laatbarokke zijaltaren, die de heilige Anna (links) en de heilige Franciscus Xaverius (rechts) tonen en de classicistische kansel is vooral het hoogaltaar noemenswaardig. Het werd door een kunstenaar uit de omgeving van Paul Egell gebouwd en bestaat uit een zich boven het tabernakel verheffend kruisbeeld. Aan de voet van het kruisbeeld staat de heilige Rochus, de beschermheilige van pestlijders, die zich hier als voorspreker van de zieken tot de Gekruisigde wendt. Tegenover de heilige Rochus bevindt zich een biddende engel.

#### Hospitaal
De oostelijk aan de kerk aangesloten vleugel van het hospitaal is een lang gebouw van drie verdiepingen. Het portaal in het middelste deel wordt aan beide kanten geflankeerd door twee pilasters met ionische kapitelen. Boven de poort naar de hof bevindt zich een sluitsteen met een reliëf van een bedelaar met het inschrift Elende Herberg en het jaartal 1735.